# Ashford Junction
Ashford Junction es un área no incorporada ubicada en el condado de Inyo en el estado estadounidense de California.

## Geografía
Ashford Junction se encuentra ubicada en las coordenadas 35°54′35″N 116°40′24″O / 35.90972, -116.67333.